# Catagramma pallescens
Catagramma pallescens är en fjärilsart som beskrevs av Hans Fruhstorfer 1916. Catagramma pallescens ingår i släktet Catagramma och familjen praktfjärilar. Inga underarter finns listade i Catalogue of Life.